# Bror Ljunggren (fotbollsspelare)
Bror Gustaf Ljunggren, född 22 december 1902 i Kinnarumma församling, död 1 maj 1932 i Borås, var en svensk fotbollsspelare.
Ljunggren representerade på klubbnivå IF Elfsborg, och spelade år 1928 två A-landskamper för Sverige (inga mål).